# Arctia phaesoma
Arctia phaesoma är en fjärilsart som beskrevs av Butler 1877. Arctia phaesoma ingår i släktet Arctia och familjen björnspinnare. Inga underarter finns listade i Catalogue of Life.